# Гусельщиково
Гусельщиково (укр. Гусельщикове) — село Новоазовского района Донецкой области Украины. Находится под контролем самопровозглашённой Донецкой Народной Республики.

## География
Расположено в 4 километрах (к северу) от центра Новоазовска выше по течению реки под названием Грузский Еланчик (на правом берегу).

#### Соседние населённые пункты по странам света
С: Козловка (выше по течению Грузского Еланчика)
ССВ: Розы Люксембург, Седово-Василевка (все выше по течению Грузского Еланчика)
СЗ: Качкарское
СВ: Маркино
З: Патриотичное
В: —
ЮЗ: Самсоново
ЮВ: Обрыв
Ю: город Новоазовск (ниже по течению Грузского Еланчика)

## Население
- 1873 — 307 чел.
- 2001 — 636 чел. (перепись)

## История
Архивные документы (не сохранились) и воспоминания старожилов по вопросу села говорят следующее: село Гусельщиково основано 27 апреля 1796 года, село Козловка в 1798 году, село Шеверёво в 1800.
До 1796 года в этих местах были мелкие поселения из нескольких изб: хутор Гнутов, Ремезов и др. На карте 1820 года эти поселения указаны.
В 1796 году генерал Гусельщиков получил 2000 десятин земель при Грузком Еланчике, сюда он поселил 4 семьи: Песоцкого, Трамбай, Боцман, Плаксина. Это поселение стали называть Гусельщиково. Первые постройки, видимо, были на месте ныне называемой улицы Центральной, так как географическое положение по отношению к речке в этом могло быть самым выгодным для поселения. Гусельщиков имел 3 экономии: вблизи Таганрога, Мариуполя и на месте расположения бригады № 3 колхоза «Россия». После смерти Гусельщикова владение перешло по наследству его дочери Фроловой. Она была женой Фролова Константина Александровича.
В документах переписи 1873 года хранятся следующие данные о селе Гусельщиково как селении:
Находится в пяти верстах от моря, насчитывает 40 дворов, 1 избу, 149 мужчин и 158 женщин, 25 плугов, 62 лошади, 82 пары волов, 161 голова прочего рогатого скота, 300 свиней, 179 простых овец, тонкорунных нет, 1200 штук птицы. Территория относилась к Миусскому округу (центр Каменск- Миусения). В 1849 году учреждена Ново-Николаевская станица (ныне г. Новоазовск).
В 1887 году центр округа был переведён в Таганрог из Новониколаевской станицы. Округ занимал территорию от реки Кальмиус до реки Миус, с юга прилегал к северной части Азовского моря.
После революции 1917 года Таганрогский округ стал уездом. До 1923 года наша территория относилась к Таганрогскому уезду, а с 1923 года — к Мариупольскому округу.
Первым председателем коллективного хозяйства был Ярмолов, 30-тысячник, рабочий Донбасса. Контора разместилась вблизи речки на северной окраине села, где сейчас ведется строительство жилья МКЗ. В 1932 году секретарь политотдела района Василевская прибыла в село с целью подбора молодых парней для обучения на трактористов.
— оставьте вы лошадей и волов, идите учиться работать на тракторе. Через 40—50 лет лошади и волы сельскохозяйственных делах использоваться не будут, будет работать «стальная лошадь».
Идти на учебу дали согласие Плаксин Иван Миронович, Левенцев Иван Максимович, Трамбай Иван Михайлович.
В колхозе было создано 3 бригады, которые возглавили бригадиры Голубченко Николай Тимофеевич, Хуриленко Николай Михайлович. В 1934 году председателем колхоза стал коммунист Дробртин Ефим Леонидович, секретарем партийной ячейки был Поповитченко Александр Михайлович, которые в годы оккупации территории были замучены в застенках фашистских камер.
В архивах хранятся материалы о жителях села, которые были в первых рядах строительства новой жизни. Например, хлебосдача, названная «Красный обоз». 10 июля 1929 года государству вылилась в яркую демонстрацию: 35 подвод хлеба отправились в Буденовку. Делегат обоза Рассохин сказал: — « Мы, крестьяне села Гусельщиково, уже второй раз организовали красный обоз. Хлеб — кровь Родины, и мы всегда готовы его защищать. Я обещаю, что наши задания мы выполним в числе первых». Россохин сообщил всем о решении односельчан, вопреки советам кулаков сдавать излишки зерна только государству. В эти дни до крестьян долетели известия о провокации китайской военщины. На своем митинге гусельчане выразили протест провокаторам. «В ответ на выступление китайской военщины»,- писали крестьяне, — мы организуем коллективную сдачу хлеба государству. -« Товарищ Ленин нам наказывал, чтобы мы, крестьяне, объединились с рабочим классом», — говорил на митинге хлебороб Бойко.- Мы этот завет проводим в жизнь и никакая контрреволюция не сможет нас победить. Сегодня наш выход в общее великое дело- 3000 пудов зерна, которое везет на элеватор « Красній обоз». Крестьяне говорили о сопротивлении классовых органов, кулаков, всячески мешавших налаживать новую светлую жизнь на селе.
Каждый из выступающих на митинге подчеркивал, что отстоять завоевания Октября можно только в тесном союзе с рабочим классом.
В 1929 году в селе был создан сельский совет. Разместился он в доме Бойко Александра Дмитриевича (последнее время в нем находился ФАП, по ул. Советской). Первым председателем был Мальцев, затем стал Орлов Иван Васильевич. После освобождения села от фашизма (сентябрь 1943 г.) председателем сельсовета был Николаенко Григорий Трофимович, затем Дерновой Николай Савельевич, Куценко Константин Савельевич, Бойко Николай Иванович.
В 1959 г. Сельский совет был упразднен, населенные пункты его переданы Новоазовскому городскому совету, а с 15.11.1962 г. действует сельский комитет. Председателями колхоза были (с 1943 года) Левада Федор Антонович, Голубченко Николай Николаевич, Зинченко Владимир Егорович, (до 1957 года), Носков Ф. Н.., Дьяченко А. А., Ферберт А. А..
В ноябре месяце 1962 года был создан сельский комитет (15.11.1962 года)
Членами селькома были избраны:
- Андриенко И. Ф. — председатель, директор школы.
- Бойко Н. И. — член селькома, бухгалтер.
- Даниленко Е. И. — член селькома, зав. МТФ.
- Савенко Р. Н. — секретарь, учитель.
- Щербаков В. П. — бригадир, зам. председателя.
- Большой вклад в развитие села, сельскохозяйственного производства внесли за последние 40 лет бригады колхоза:
- Щербаков Владимир Пантелеевич
- Василенко Александр Филиппович
- Карпов Алексей Харлампиевич
- Калкутин Валерий Иванович
- Иванченко Анатолий Семенович
- Пархоменко Михаил Прокопьевич
- Хоменко Виталий Гаврилович
- Фербер Александр Александрович

В годы Великой Отечественной войны (1941—1945 гг.) на защиту Родины из Гусельщиковского сельского совета на фронт ушло более 300 человек, 119 из них пали на полях сражений. После изгнания фашистов с территории нашей местности все жители включились в работу по оказанию помощи фронту в борьбе с врагом. Трудное это было время, но люди, не жалея себя, работали на полях и фермах, создавая экономику для победы. Для всех их был один девиз «Все для фронта, все для победы над врагом». Хочется выразить благодарность нашим ветеранам войны и труда за то, что они создали предпосылки для счастливой жизни.
История села помнит тружениц: Рассохину Т. А., Орлову Н. И., Бараненко Л. М., Губченко Ф. А., Плаксину В. С., Доценко А. П., Бойко А. М., Трамбай Г. П., Губченко А. М., Губченко А. Г., Решетняк П. С., Шейгус М. А., и другие, кто в трудное время ковал победу и восстанавливал народное хозяйство. Все мы сердечно благодарим ветеранов войны: Губченко А. П., Лахно Г. С., Бороденко И. И., Василенко А. Ф.. Логвинова А. С., Косякова Я. М., Харченко Н. И.,Харченко Е. И., Бойко Е. И., Гарбузова А.А, Каленского Е. И., Козьменко В. Ф., Левенец И. М., Костина Н. Ф., Боцмана Ф. Ф., Алексеева И.К., Бурлаченко А. А., Любальского В. Г., Шрамова И. Г., Савенко Г.А., Плотникова С. И., Ермоленко И.С,, которые живут среди нас, и тем, кто ушел из жизни за то, что они победили врага, не дали нам быть рабами фашизма.
В 1952 г. произошло оъбединение колхозов «Красный партизан», «Красная звезда» (с. Козловка), «Красный пахарь»(Шеверево) в более крупное хозяйство — колхоз им. Жданова (председатель Зинченко В. Е.,) а в 1957 году колхоз им. Жданова объединился с колхозом I Будсовета. Хозяйство стало экономически более крепкое. Экономика колхоза позволила больше места уделить вопросу социально-экономического развития села Гусельщиково. За средства колхоза построена школа на 192 учебных места, Сельский Клуб на 320 мест, АТС на 50 номеров, 5 помещений МТФ, механическая мастерская, ток, ОТФ, АЗС, ФАП, ОС, благоустраиваются улицы, дома и др. (председатель колхоза т.т. Носков А. Н., Дьяченко А. Н.).
Сельский комитет будировал решение в селе следующих проблем:
- В 1974 году построена школа.
- В 1979 году за счёт колхоза «Россия» проведена телефонизация села.
- В 1986 году за средства колхоза «Россия» построен 4-хквартирный дом для учителей.
- В 1987 году за средства колхоза «Розсип» построены помещение под ФАП, ОС, а в 1972 году Дом Культуры на 320 мест, в 1974 году 2-хэтажное здание школы на 192 ученических места.
- В 1989 году построен за средства колхоза детский сад на 75 мест.
- Магазин на 4 рабочих места построен в 1980 году за средства колхоза «Россия».
- Водопровод по селу проведен в 1994 году (ККЗ, КСП «Россия»).
- Природный газ подан в село 25.12.1996 г. в 11-40 дня (суббота) Председатель КСП А. А. Ферберт.
- С 1.04.1996 г. решением сессии городского совета (председатель Дубов В. М.) школа реорганизована в школу — сад, а с 2000 года в среднюю школу — сад.
- Дорога до с. Патриотическое доасфальтирована 19.06. 1998 г.(пятница, начальник доротдела Яненков В. М.)
- Асфальтирование улиц выполнено за средство КСП «Россия» в 1989—1992 гг., дома по улице Победы в 1972—1978 гг.
- ККЗ за счет бюджета построен в 1976 году (первый директор — Романенко Миколай Кузьмич).